# Ellychnia corrusca
Ellychnia corrusca är en skalbaggsart som först beskrevs av Carl von Linné 1767.  Ellychnia corrusca ingår i släktet Ellychnia och familjen lysmaskar. Inga underarter finns listade i Catalogue of Life.